# Lackie Małe
Lackie Małe przemianowane na (ukr. Червоне) – wieś w rejonie złoczowskim obwodu lwowskiego Ukrainy. Do 1946 r. część wsi (ukr. Ляцьке), podzielonej na dwie osady: Lackie Małe (ukr. Мале Ляцьке) i Lackie Wielkie (ukr. Велике Ляцьке). Do scalenia w 1934 r. w II Rzeczypospolitej miejscowość była siedzibą gminy wiejskiej w powiecie złoczowskim województwa tarnopolskiego.

## Położenie
Na podstawie Słownika geograficznego Królestwa Polskiego i innych krajów słowiańskich: Lackie Małe to wieś w powiecie złoczowskim, położona 10 km na zachód od Złoczowa.